# Granulotriforis blacki
Granulotriforis blacki is een slakkensoort uit de familie van de Newtoniellidae. De wetenschappelijke naam van de soort is voor het eerst geldig gepubliceerd in 1977 door Marshall.